# 盧輔 (明朝)
盧輔（1490年—？），字仲立，號潩泉，河南開封府許州人，軍籍，明朝政治人物。

## 生平
嘉靖元年（1522年）壬午科河南鄉試第十五名舉人。嘉靖八年（1529年）中式己丑科會試第一百九十六名，登第二甲第九十二名進士。官至户部员外郎。

## 家族
曾祖盧文；祖父盧智；父盧元，曾任監生。母尚氏。慈侍下。兄盧卿、盧相。弟盧弼。